# Madisonville (Tennessee)
Madisonville és una població dels Estats Units a l'estat de Tennessee. Segons el cens del 2000 tenia 3.939 habitants.

## Demografia
Segons el cens del 2000, Madisonville tenia 3.939 habitants, 1.671 habitatges, i 1.066 famílies. La densitat de població era de 261,3 habitants/km².
Dels 1.671 habitatges en un 27,6% hi vivien nens de menys de 18 anys, en un 46,4% hi vivien parelles casades, en un 13,8% dones solteres, i en un 36,2% no eren unitats familiars. En el 32% dels habitatges hi vivien persones soles el 12,9% de les quals corresponia a persones de 65 anys o més que vivien soles. El nombre mitjà de persones vivint en cada habitatge era de 2,26 i el nombre mitjà de persones que vivien en cada família era de 2,86.
Cap de les famílies estaven per davall del llindar de pobresa.

## Poblacions més properes
El següent diagrama mostra les poblacions més properes.